# Исматлауакан (муниципалитет)
Исматлауакан (исп. Ixmatlahuacan) — муниципалитет в Мексике, штат Веракрус, расположен в регионе Папалоапан. Административный центр — город Исматлауакан.